# مسجد جامع سراوان (دزک)
مسجد جامع سراوان (دزک) مربوط به اوایل اسلام است و در شهرستان سراوان، روستای دزک واقع شده و این اثر در تاریخ ۱۲ اردیبهشت ۱۳۷۷ با شمارهٔ ثبت ۲۰۱۲ به‌عنوان یکی از آثار ملی ایران به ثبت رسیده است.
در این مسجد پس از سال ها همچنان نماز جماعت برگزار می شود. 